# Metacleocnemis
Metacleocnemis is een monotypisch geslacht van spinnen uit de  familie van de Philodromidae (renspinnen).

## Soort
- Metacleocnemis borgmeyeri Mello-Leitão, 1929